# 민철
민철(閔哲, 생몰년 미상)은 대한민국의 배우이다.

## 수상
- 1976년 백상예술대상 남자 신인연기상 (내 마음의 풍차)